# Verjnuarmu
Verjnuarmu war eine finnische Melodic-Death-Metal-Band aus Kuopio, die 2001 gegründet wurde und sich 2018 aufgelöst hat.

## Geschichte
Die Band wurde im Jahr 2001 von Musta Savo und Savon Surma gegründet. Anfangs nur als Studioprojekt, nahm das Duo die beiden Demos Verjnuarmu (2001) und Verta, voemoo ja viitakkeita (2002) auf, ehe im Jahr 2003 die Besetzung durch den Gitarristen Viitakemies, den Bassisten Woema und den Sänger Puijon Perkele vervollständigt wurde. In dieser Besetzung wurde im selben Jahr das Demo Laalavat Jouset eingespielt, wodurch die Gruppe 2005 einen Plattenvertrag bei Universal Music Finland erreichte. Es folgte im Herbst des Jahres die Veröffentlichung der Single Kurjuuvven valssi. Im Januar 2006 wurde das Debütalbum Muanpiällinen Helevetti veröffentlicht. Aufgenommen und abgemischt wurde das Album im Studio 33, etwa zehn Kilometer von Kuopio entfernt. Im selben Jahr erschien zudem das Musikvideo zum Song Laalavat Jouset und die Single Itkuvirsj. 2006 war die Band auch live aktiv und unter anderem auf dem Tuska Open Air Metal Festival, dem Sauna Open Air und dem Nummirock zu sehen. Auch im folgenden Jahr nahm die Gruppe an Festivals wie dem Raumanmeren Juhannus teil. Nachdem die Band 2008 zu Dynamic Arts Records gewechselt hatte, erschien hierüber im selben Jahr das zweite Album Ruatokansan Uamunkoetto. 2010 folgte über Osasto-A Records das Album Lohuton, dem sich 2015 in Eigenveröffentlichung 1808 anschloss.
Im August 2018 verkündete die Band ihre Auflösung, nachdem das Gründungsmitglied Musta Savo nach schwerer Krankheit verstarb.

## Stil
Laut metalfromfinland.com spielt die Band Melodic Death Metal, den die Band selbst „Savo Metal“ nenne, da sie in ihren Texten einen ost-finnischen Savo-Dialekt verwende. Im Interview mit Velvet von metal-district.de gaben Puijon Perkele und Viitakemies an, dass die Mitglieder Charaktere spielen, für die auch eigens Hintergrundgeschichten erdacht worden seien. Die Gruppe sei durch Bands wie W.A.S.P., Twisted Sister und Kiss beeinflusst worden. Velvet schrieb in ihrer Rezension zu Ruatokansan Uamunkoetto, dass vor allem Einflüsse von Children of Bodom hörbar sind. Zudem verarbeite die Gruppe auch Anleihen aus dem progressiven Black Metal und finnischem Folk. Ebenfalls seien Gemeinsamkeiten zu Finntroll und Thyrfing vorhanden. Die Musik könne man im weiteren Sinne´dem Melodic Death Metal zuordnen, wobei sie härter als die der gewöhnlichen Genrevertreter sei. Der Gesang sei sowohl klar als auch guttural. Markus von Metal.de rezensierte das Album ebenfalls und befand, dass hierauf Melodic Death Metal der 1990er Jahre im schwedischen Stil abzüglich der Keyboards enthalten ist. Zudem arbeite man Einflüsse aus dem Black Metal mit ein. Bis auf die Verwendung des Savo-Dialekts halte sich die Verwendung von Folkelementen in Grenzen und komme höchstens in den klaren Gesangspassagen zum Vorschein. Gelegentlich seien auch Gemeinsamkeiten zu alten Bathory sowie Tenhi und Týr vorhanden.

## Diskografie
- 2002: Verjnuarmu (Demo, Eigenveröffentlichung)
- 2002: Verta, voemoo ja viitakkeita (Demo, Eigenveröffentlichung)
- 2004: Laalavat jouset (Demo, Eigenveröffentlichung)
- 2005: Kurjuuvven valssi (Single, Universal Music Finland)
- 2006: Muanpiällinen Helevetti (Album, Universal Music Finland)
- 2006: Itkuvirsj (Album, Universal Music Finland)
- 2008: Ruatokansan Uamunkoetto (Album, Dynamic Arts Records)
- 2010: Kuvajaenen (Single, Osasto-A Records)
- 2010: Turja (Single, Osasto-A Records)
- 2010: Lohuton (Album, Osasto-A Records)
- 2012: Pimmeyvven Ruhtinas (Kompilation, Osasto-A Records)
- 2015: 1808 (Album, Eigenveröffentlichung)